# Alfred Grünfeld
Alfred Grünfeld (ur. 4 lipca 1852 w Pradze, zm. 4 stycznia 1924 w Wiedniu) – niemiecki pianista i kompozytor.

## Życiorys
Brat wiolonczelisty Heinricha Grünfelda. Ukończył Konserwatorium Praskie, następnie był uczniem Theodora Kullaka w Berlinie. W 1873 roku osiadł w Wiedniu. Od 1913 roku był wykładowcą wiedeńskiej Akademie für Musik.
Koncertował w Europie i Stanach Zjednoczonych, zdobywając sobie uznanie jako interpretator walców Johanna Straussa. Jego interpretacje miały charakter wirtuozowski, stosował liczne triki techniczne takie jak repetycje szesnastkowe. Grał także utwory Fryderyka Chopina, dokonał nagrań fonograficznych Mazurka h-moll op. 33 nr 4 (1904) i Nokturnu c-moll op. 48 nr 1 (1906). Jako jeden z pierwszych pianistów nagrywał już przed 1904 rokiem na płytach gramofonowych Berlinera o 17 cm średnicy.
Skomponował m.in. operetkę Der Lebemann (wyst. Wiedeń 1903) i operę komiczną Die Schönen von Fogaras (wyst. Drezno 1907).

## Odznaczenia
- Order Korony Żelaznej III klasy (Austro-Węgry)[3]
- Order Franciszka Józefa V klasy (Austro-Węgry)[3]
- Order Orła Czerwonego IV klasy (Królestwo Prus)[4]
- Order Ernestyński V klasy (Księstwa Ernestyńskie)[4]
- Order Korony IV klasy (Królestwo Rumunii)[4]
- Order Osmana III klasy (Imperium Osmańskie)[5]
- Order Świętego Stanisława III klasy (Imperium Rosyjskie)[4][6]